# Andrea Aureli
Pour les articles homonymes, voir Aureli.
Andrea Aureli est un acteur Italien né le 5 mars 1923 à Terni est mort le 5 novembre 2007 à Rome.

## Biographie
Après avoir passé son enfance et étudié dans sa ville natale, il sort diplômé en 1947 du Centro sperimentale di cinematografia de Rome.
Sa carrière ne débute vraiment que dans la seconde moitié des années 1950. Dans la décennie suivante, il prend le pseudonyme d'Andrew Ray.
Il a joué dans des genres de films très différents, en incarnant souvent des rôles d'antagoniste, et a travaillé notamment avec les réalisateurs Mario Camerini, Nanni Loy, Lino Del Fra et Carlo Verdone.

## Filmographie partielle
- 1954 : Ulysse de Mario Camerini : un prétendant
- 1956 : Le Chevalier de la violence (Giovanni dalle Bande Nere) de Sergio Grieco : le comte de Lautrec
- 1958 : L'Esclave d'Orient (Afrodite, dea dell'amore) de Mario Bonnard : Kibur, le marchand
- 1958 : Amour et Ennuis (Amore e guai) d'Angelo Dorigo : Ivo
- 1958 : L'Épée et la Croix (La spada e la croce) de Carlo Ludovico Bragaglia : Barabbas
- 1959 : Hannibal (Annibale) de Carlo Ludovico Bragaglia et Edgar G. Ulmer : sénateur Varon
- 1959 : Les Légions de Cléopâtre (Le Legioni di Cleopatra) de Vittorio Cottafavi : Imotio
- 1960 : Salammbô de Sergio Grieco : Koenen, le grand prêtre
- 1960 : Les Amours d'Hercule (Gli amori di Ercole) de Carlo Ludovico Bragaglia : Fidoris, le sicaire de Licos
- 1961 : Les Horaces et les Curiaces (Orazi e Curiazi) de Ferdinando Baldi et Terence Young : Metius Fufetius
- 1961 : Le Dernier des Vikings (L'ultimo dei Vikinghi) de Giacomo Gentilomo : Haakon
- 1962 : En avant la musique (Il cambio della guardia) de Giorgio Bianchi : Luciano Mezzanotte, l'officier fasciste
- 1962 : Le Capitaine de fer (Il capitano di ferro) de Sergio Grieco : le Marquis de Roccabruna
- 1962 : Maciste contre les monstres (Maciste contro i mostri) de Guido Malatesta : Rhia
- 1963 : Maciste contre Zorro (Zorro contro Maciste) d'Umberto Lenzi : Rabek
- 1963 : Les Derniers Jours d'un empire (Il Crollo di Roma) d'Antonio Margheriti : Rako
- 1963 : Le Tigre des mers (La Tigre dei sette mari) de Luigi Capuano : Robert
- 1963 : Le Quatrième Mousquetaire (I quattro moschettieri) de Carlo Ludovico Bragaglia
- 1963 : Brenno le tyran (Brenno il nemico di Roma) de Giacomo Gentilomo
- 1964 : La Révolte des barbares (La rivolta dei barbari)
- 1965 : Super 7 appelle le Sphinx (Superseven chiama Cairo) d'Umberto Lenzi : le Levantin
- 1966 : Ringo au pistolet d'or (Johnny Oro) de Sergio Corbucci : Gilmore
- 1968 : Samoa, fille sauvage (Samoa, regina della giungla) de Guido Malatesta : Dr Schwarz
- 1968 : Le Fils de l'Aigle noir (Il figlio di Aquila Nera) de Guido Malatesta : Kurban
- 1972 : La Longue Nuit de l'exorcisme (Non si sevizia un paperino) de Lucio Fulci : Mr. Lo Cascio, le père de Bruno
- 1972 : Les Évasions célèbres, épisode Le Condottiere Bartolomeo Colleoni : Carceriere
- 1973 : Le Boss (Il boss) de Fernando Di Leo : Don Antonino Attardi
- 1973 : Furto di sera bel colpo si spera (it) de Mariano Laurenti : le receleur
- 1974 : Les Derniers Jours de Mussolini (Mussolini ultimo atto) de Carlo Lizzani : Francesco Maria Barracu
- 1975 : Un flic voit rouge (Mark il poliziotto) de Stelvio Massi : le sous-procureur Benzi
- 1975 : Marc la gâchette (Mark il poliziotto spara per primo) de Stelvio Massi
- 1976 : Agent très spécial 44 (Mark colpisce ancora) de Stelvio Massi
- 1976 : Una vita venduta d'Aldo Florio
- 1976 : Culastrisce nobile veneziano de Flavio Mogherini
- 1977 : Nico l'arnaqueur (Squadra Antitruffa) de Bruno Corbucci : Angelo Tornabuoni
- 1977 : Équipe spéciale (La polizia è sconfitta) de Domenico Paolella
- 1977 : Adios California de Michele Lupo
- 1977 : Antonio Gramsci: I giorni del carcere de Lino Del Fra
- 1978 : Le Fils du cheikh (Il figlio dello sceicco) de Bruno Corbucci : Scioltan
- 1979 : Les Contrebandiers de Santa Lucia (I contrabbandieri di Santa Lucia) d'Alfonso Brescia : Don Dallavi
- 1983 : Il petomane de Pasquale Festa Campanile
- 1984 : Cent Jours à Palerme (Cento giorni a Palermo) de Giuseppe Ferrara : un mafioso